# Ibrahim I.
Ibrahim I. (osmansko turško: ابراهيم اول, İbrâhîm-i evvel, turško: Birinci İbrahim), 18. sultan Osmanskega cesarstva in 97. kalif sunitskega islama, * 5. november 1615, Istanbul, Osmansko cesarstvo, † 12./18. avgust 1648. 

## Življenjepis
Rojen je bil v Istanbulu kot najmlajši sin sultana Ahmeda I. in Kadinefendi Kösem Valide Sultan, po rodu Grkinje z rojstnim imenom Anastazija.
Na prestol je prišel po smrti svojega brata Murata IV. (1623–1640), ki je dal  Ibrahima zapreti in na smrtni postelji ukazal, da po njegovi smrti usmrtijo še njega.  Ibrahim se na začetku svojega vladanja ni vpletal v politiko, potem pa se je postavil pokonci in dal usmrtiti nekaj vezirjev. Vojskoval se je z Beneško republiko, ki je kljub pojemajoči moči s svojo mornarico zmagovala na Egejskem morju  in leta 1646 zasedla Tenedos na vhodu v Dardanele. 
Ker je Ibrahimovo vladanje postajalo vedno bolj nepredvidljivo, so ga z državnim udarom, ki ga je vodil Šeik ul-Islam, odstavili in na ukaz velikega vezirja Mevlevî Mehmed Paše zadavili. 
Ponarejena zgodba pravi, da je bil državni udar posledica Ibrahimove odločitve, da pokonča vseh 280 članov svojega harema. Dejstva kažejo, da sta preživeli najmanj dve Ibrahimovi priležnici. Ena od njih je bila Turhan Hatice, ki je bila tri leta kasneje odgovorna za smrt  Kösem Valide Sultan, potem pa je bila regentka za Ibrahimovega in svojega sina  Mehmeda IV.. Zgodba ja po državnem udaru krožila verjetno zato, da bi utišala vsakogar, ki bi iz kakršnega koli razloga zagovarjal norega sultana.  

## Družina
Ibrahim je imel devet žena, s katerimi je imel osem sinov in pet hčera. Tri žene so bile matere bodočih sultanov: Ukrajinka Hatice (Kadija) Turhan Valide Sultan je bila mati Mehmeda IV. Saliha Dil-âşub Valide Sultan mati Sulejmana II. in  Hatice (Kadija) Muazzez Sultan mati Ahmeda II..